# Tinsel Korey
Tinsel Korey, kanadska filmska in televizijska igralka, tekstopiska ter pevka, *20. marec 1979, Toronto, Ontario, Kanada.

## Zgodnje in zasebno življenje
Tinsel Korey se je rodila 20. marca 1979 v Torontu, Ontario, Kanada. Malo po začetku kariere se je preselila v Vancouver, Kanada, trenutno pa živi v Los Angelesu, Kalifornija, Združene države Amerike.

## Kariera

### Igralska kariera
S svojo igralsko kariero je Tinsel Korey začela leta 2004 v televizijskih serijah Tru Calling in Da Vinci's Inquest.
Leta 2005 se pojavi v televizijski seriji Pot na zahod ter filmu It Waits, leta 2006 v filmih Divided by Zero in Unnatural & Accidental ter televizijski seriji Godiva's, leta 2007 pa v televizijskih serijah Seks, mamila in vohuni in Tin Man, televizijskih filmih Hybrid, Luna: Spirit of the Whale in I Know What I Saw ter v filmu Pogled v prazno.
Leta 2008 jo lahko vidimo v filmu Matere in hčere, televizijskemu filmu The Quality of Life ter televizijskih serijah Rabbit Fall in The Guard, leta 2009 v televizijskemu filmu Wyvern ter filmih Očetje in sinovi in Mlada luna, leta 2010 pa bo igrala v filmih Mrk (nadaljevanje Mlade lune), Stained in Manitouwabi.

### Glasbena kariera
Tinsel Korey sama piše pesmi in potem z njimi nastopa. Leta 2008 je na podelitvi nagrad National Aboriginal Achievement Awards nastopala kot pevka.

## Filmografija

### Filmi
| Leto | Naslov                 | Vloga          | Opombe          |
| ---- | ---------------------- | -------------- | --------------- |
| 2005 | It Waits               | Lark Rainwater |                 |
| 2006 | Divided by Zero        | Ashley         |                 |
| 2006 | Unnatural & Accidental | Modro dekle    |                 |
| 2007 | Pogled v prazno        | Maura          |                 |
| 2008 | Matere in hčere        | Cynthia        |                 |
| 2009 | Mlada luna             | Emily Young    |                 |
| 2009 | Očetje in sinovi       |                |                 |
| 2010 | Mrk                    | Emily Young    | post-produkcija |
| 2010 | Manitouwabi            |                |                 |
| 2010 | Stained                | Isabelle       | post-produkcija |

### Televizija
| Leto | Naslov                    | Vloga        | Opombe                        |
| ---- | ------------------------- | ------------ | ----------------------------- |
| 2004 | Tru Calling               | Jen          | Epizoda: Murder in the Morgue |
| 2004 | Da Vinci's Inquest        | Sheila       | Epizoda: A Man When He's Down |
| 2005 | Pot na zahod              | Modra ptica  | TV miniserija                 |
| 2006 | Godiva's                  | Chantal      | 3 epizode                     |
| 2007 | Hybrid                    | Lydia        | TV film                       |
| 2007 | Luna: Spirit of the Whale | Annie        | TV film                       |
| 2007 | I Know What I Saw         | Alicia       | TV film                       |
| 2007 | Seks, mamila in vohuni    | Felicia      | 2 episodes                    |
| 2007 | Tin Man                   | Airofday     | TV miniserija                 |
| 2008 | The Quality of Life       | Anna Navarez | TV film                       |
| 2008 | The Guard                 | Martine      | 4 epizod 2007–2008            |
| 2008 | Rabbit Fall               | Zoe          | 7 epizod                      |
| 2009 | Wyvern                    | Hampton      | TV film                       |